# Mai Lạp
Mai Lạp là một xã thuộc huyện Chợ Mới, tỉnh Bắc Kạn, Việt Nam.

## Địa lý
Xã Mai Lập có vị trí địa lý:
- Phía bắc giáp huyện Bạch Thông
- Phía đông giáp xã Thanh Mai
- Phía nam giáp các xã Thanh Mai và tỉnh Thái Nguyên
- Phía tây giáp huyện Chợ Đồn.

Xã Mai Lập có diện tích 43,03 km², dân số năm 2019 là 1.642 người, mật độ dân số đạt 38 người/km².

## Hành chính
Xã Mai Lạp được chia thành 8 xóm bản: Bản Ruộc, Bản Pá, Khau Ràng, Khau Tổng, Nà Điếng, Bản Rả, Khuổi Đác, Tổng Vụ.

## Giao thông
Mai Lạp có tuyến đường liên xã nối đến quốc lộ 3 ở xã Nông Hạ. Trên địa bàn Mai Lạp có nhiều con suối nhỏ như: Khuổi Quoi, Khuổi Đen, Khuổi Dần, Khuổi Ky, Khuổi Kang, Khuổi Chiêng, Khuổi Tau, Khuổi Nọt, Khuổi Rao, Khuổi Pau, Na My và Khuổi Tang.